# Tiro con l'arco ai Giochi della XXXIII Olimpiade
Le gare di tiro con l'arco ai Giochi della XXXIII Olimpiade si sono svolte dal 25 luglio al 4 agosto 2024 a Parigi presso l'Hôtel des Invalides. Si sono disputate cinque gare: individuale maschile e femminile, gara a squadre maschile, femminile e miste.
A Parigi 2024 hanno partecipato alle gare un totale di 128 arcieri, suddivisi equamente tra 64 uomini e 64 donne. Questo numero di partecipanti è invariato rispetto alle edizioni precedenti a partire da Atlanta 1996.

## Qualificazioni
Nel primo trimestre del 2022 il Comitato Olimpico Internazionale e la Federazione Internazionale di Tiro con l'Arco (World Archery Federation) hanno concordato di modificare le regole sull’assegnazione delle quote olimpiche, garantendo la vasta promozione di opportunità geografiche universali per gli arcieri di tutto il mondo ai Giochi. Un totale di 128 posti contingentati, con un'equa distribuzione tra uomini e donne, sono stati assegnati durante gli incontri di massimo livello globali e continentali.
Ogni Comitato Olimpico Nazionale (NOC) può iscrivere un massimo di sei arcieri, tre per sesso. I NOC che si qualificano per un ricurvo a squadre basato sul genere possono selezionare tre membri per formare una squadra, assicurando che ognuno di loro debba competere nel ricurvo individuale.

## Formato
Un totale di 128 atleti gareggiano nelle cinque gare: individuale maschile e femminile, squadre maschile e femminile e squadre miste, quest'ultima gara aggiunta al programma da Tokyo 2020.
Tutte e cinque le gare si svolgono con l'arco ricurvo, anche chiamato arco olimpico, dalla distanza dei 70 metri e secondo le regole approvate dalla World Archery Federation. La competizione inizia con una fase di qualificazione che coinvolge tutti i 64 arcieri divisi per genere. Ogni arciere tira un massimo di 72 frecce ed è classificato da 1 a 64 in base al proprio punteggio. Oltre ai punteggi individuali, la classifica selezionerà le squadre maschili e femminili da 1 a 12, aggregando i punteggi individuali dei membri di ciascuna squadra. Inoltre, il girone di qualificazione determina le 16 coppie classificate per la gara a squadre miste (nello specifico, vengono sommati il miglior punteggio maschile e il miglior punteggio femminile), che determina l'ordine degli spareggi per ogni squadra nazionale.

## Calendario
| Tiro con l'arco alla XXXIII Olimpiade | Tiro con l'arco alla XXXIII Olimpiade | Tiro con l'arco alla XXXIII Olimpiade | Tiro con l'arco alla XXXIII Olimpiade | Tiro con l'arco alla XXXIII Olimpiade | Tiro con l'arco alla XXXIII Olimpiade | Tiro con l'arco alla XXXIII Olimpiade | Tiro con l'arco alla XXXIII Olimpiade | Tiro con l'arco alla XXXIII Olimpiade | Tiro con l'arco alla XXXIII Olimpiade | Tiro con l'arco alla XXXIII Olimpiade | Tiro con l'arco alla XXXIII Olimpiade | Tiro con l'arco alla XXXIII Olimpiade | Tiro con l'arco alla XXXIII Olimpiade |
| luglio/agosto 2024                    | 25                                    | 26                                    | 27                                    | 28                                    | 29                                    | 30                                    | 31                                    | 1                                     | 2                                     | 3                                     | 4                                     | Totale                                |                                       |
| ------------------------------------- | ------------------------------------- | ------------------------------------- | ------------------------------------- | ------------------------------------- | ------------------------------------- | ------------------------------------- | ------------------------------------- | ------------------------------------- | ------------------------------------- | ------------------------------------- | ------------------------------------- | ------------------------------------- | ------------------------------------- |
| Uomini                                | Individuale                           | -                                     | -                                     | -                                     | Squadre                               | Individuale                           | Individuale                           | Individuale                           | -                                     | -                                     | Individuale                           | 2                                     |                                       |
| Uomini                                | Individuale                           | -                                     | -                                     | -                                     | Squadre                               | Individuale                           | Individuale                           | Individuale                           | -                                     | -                                     | Individuale                           | 2                                     |                                       |
| Donne                                 | Individuale                           | -                                     | -                                     | Squadre                               | -                                     | Individuale                           | Individuale                           | Individuale                           | -                                     | Individuale                           | -                                     | 2                                     |                                       |
| Donne                                 | Individuale                           | -                                     | -                                     | Squadre                               | -                                     | Individuale                           | Individuale                           | Individuale                           | -                                     | Individuale                           | -                                     | 2                                     |                                       |
| Misto                                 | -                                     | -                                     | -                                     | -                                     | -                                     | -                                     | -                                     | -                                     | Squadre                               | -                                     | -                                     | 1                                     |                                       |
| Misto                                 | -                                     | -                                     | -                                     | -                                     | -                                     | -                                     | -                                     | -                                     | Squadre                               | -                                     | -                                     | 1                                     |                                       |
| Totale                                | 0                                     | 0                                     | 0                                     | 1                                     | 1                                     | 0                                     | 0                                     | 0                                     | 1                                     | 1                                     | 1                                     | 5                                     |                                       |

|  | Qualificazioni |  | Finali |

## Programma
| Data      | Orario (CEST/UTC+02:00) | Evento                | Fase                              |
| --------- | ----------------------- | --------------------- | --------------------------------- |
| 25 luglio | 09:30-12:30             | Individuale femminile | Turno di qualificazione           |
| 25 luglio | 14:15-17:15             | Individuale maschile  | Turno di qualificazione           |
| 28 luglio | 09:30-11:05             | Squadre femminile     | Sedicesimi                        |
| 28 luglio | 14:15-17:55             | Squadre femminile     | Quarti, semifinali, finali        |
| 29 luglio | 09:30-11:05             | Squadre maschile      | Sedicesimi                        |
| 29 luglio | 14:15-17:55             | Squadre maschile      | Quarti, semifinali, finali        |
| 30 luglio | 12:00-15:55             | Individuale maschile  | Sessantaquattresimi/trentaduesimi |
| 30 luglio | 12:00-15:55             | Individuale femminile | Sessantaquattresimi/trentaduesimi |
| 30 luglio | 17:45-20:25             | Individuale maschile  | Sessantaquattresimi/trentaduesimi |
| 30 luglio | 17:45-20:25             | Individuale femminile | Sessantaquattresimi/trentaduesimi |
| 31 luglio | 12:00-15:55             | Individuale maschile  | Sessantaquattresimi/trentaduesimi |
| 31 luglio | 12:00-15:55             | Individuale femminile | Sessantaquattresimi/trentaduesimi |
| 31 luglio | 17:45-20:25             | Individuale maschile  | Sessantaquattresimi/trentaduesimi |
| 31 luglio | 17:45-20:25             | Individuale femminile | Sessantaquattresimi/trentaduesimi |
| 1 agosto  | 09:30-13:25             | Individuale maschile  | Sessantaquattresimi/trentaduesimi |
| 1 agosto  | 09:30-13:25             | Individuale femminile | Sessantaquattresimi/trentaduesimi |
| 1 agosto  | 15:30-19:25             | Individuale maschile  | Sessantaquattresimi/trentaduesimi |
| 1 agosto  | 15:30-19:25             | Individuale femminile | Sessantaquattresimi/trentaduesimi |
| 2 agosto  | 09:30-12:05             | Squadre miste         | Sedicesimi                        |
| 2 agosto  | 14:15-17:25             | Squadre miste         | Quarti, semifinali, finali        |
| 3 agosto  | 09:30-11:15             | Individuale femminile | Sedicesimi                        |
| 3 agosto  | 13:00-15:20             | Individuale femminile | Quarti, semifinali, finali        |
| 4 agosto  | 09:30-11:15             | Individuale maschile  | Sedicesimi                        |
| 4 agosto  | 13:00-15:20             | Individuale maschile  | Quarti, semifinali, finali        |

## Podi

### Uomini
| Evento                 | Oro                                                | Argento                                                       | Bronzo                                             |
| Individuale (dettagli) | Kim Woo-jin                                        | Brady Ellison                                                 | Lee Woo-seok                                       |
| A squadre (dettagli)   | Corea del Sud Lee Woo-seok Kim Woo-jin Kim Je-deok | Francia Baptiste Addis Jean-Charles Valladont Thomas Chirault | Turchia Mete Gazoz Berkim Tumer Muhammed Yıldırmış |

### Donne
| Evento                 | Oro                                                    | Argento                               | Bronzo                                                   |
| Individuale (dettagli) | Lim Si-hyeon                                           | Nam Su-hyeon                          | Lisa Barbelin                                            |
| A squadre (dettagli)   | Corea del Sud Jeon Hun-young Lim Si-hyeon Nam Su-hyeon | Cina An Qixuan Li Jiaman Yang Xiaolei | Messico Ángela Ruiz Alejandra Valencia Ana Paula Vázquez |

### Misto
| Evento               | Oro                                    | Argento                                 | Bronzo                                   |
| A squadre (dettagli) | Corea del Sud Kim Woo-jin Lim Si-hyeon | Germania Florian Unruh Michelle Kroppen | Stati Uniti Brady Ellison Casey Kaufhold |

## Medagliere
| Pos.   | Paese         | Oro | Argento | Bronzo | Totale |
| ------ | ------------- | --- | ------- | ------ | ------ |
| 1      | Corea del Sud | 5   | 1       | 1      | 7      |
| 2      | Francia       | 0   | 1       | 1      | 2      |
| 2      | Stati Uniti   | 0   | 1       | 1      | 2      |
| 4      | Cina          | 0   | 1       | 0      | 1      |
| 4      | Germania      | 0   | 1       | 0      | 1      |
| 6      | Messico       | 0   | 0       | 1      | 1      |
| 6      | Turchia       | 0   | 0       | 1      | 1      |
| Totale | Totale        | 5   | 5       | 5      | 15     |